# Політ нічного метелика
«Політ нічного метелика» (рос. Полёт ночной бабочки) — фільм 1992 року режисера Юрія Бержицького.

## Сюжет
У курортному готелі, ховаючись від міліції, валютна повія потрапляє в номер до тихого, скромного піаніста зі США, який приїхав на конкурс. Наївний юнак, зрадований пригоді і тому, що незнайомка залишиться на ніч, захопився. І до «нічного метелика» приходить щире кохання.

## Акторський склад
- Анна Тихонова — Альона
- Іварс Ванагс — Роберт, піаніст
- Софіко Чіаурелі — головна роль
- Петро Вельямінов — головна роль
- Володимир Янковський — офіціант
- Бахадур Міралібеков — Саїд
- Руслан Єщенко — Жильбер
- Марія Ліпкіна — Йоко
- А. Низовець — Естер
- Н. Шибанов — Микита
- А. Манохін — швейцар
- Марія Русакова — гід
- В'ячеслав Розбігаєв — епізод